# Jocelyne Roupioz
Jocelyne Roupioz, née le 20 novembre 1955, est une kayakiste française de slalom et de descente.

## Carrière
Elle est médaillée de bronze en K-1 classique par équipes aux Championnats du monde de descente 1977 à Spittal avec Dominique Berigaud et Bernadette Roche. Aux Championnats du monde de slalom 1981 à Bala, elle remporte la médaille de bronze en K-1 ; il s'agit de la première médaille individuelle de l'histoire du slalom féminin français.